# Sturzelbronn
Sturzelbronn (Duits:Stürzelbronn) is een gemeente in het Franse departement Moselle (regio Grand Est) en telt 189 inwoners (1999). De plaats maakt deel uit van het arrondissement Sarreguemines.

## Geografie
De oppervlakte van Sturzelbronn bedraagt 35,6 km², de bevolkingsdichtheid is 5,3 inwoners per km².
De onderstaande kaart toont de ligging van Sturzelbronn met de belangrijkste infrastructuur en aangrenzende gemeenten.

## Demografie
Onderstaande figuur toont het verloop van het inwonertal (bron: INSEE-tellingen).